# Архипенко, Александр Порфирьевич
Алекса́ндр Порфи́рьевич Архи́пенко (30 мая 1887[…], Киев — 25 февраля 1964[…], Нью-Йорк, Нью-Йорк[…]) — украинский и американский скульптор и художник. Один из крупнейших представителей кубизма в скульптуре.

## Жизнь и творчество

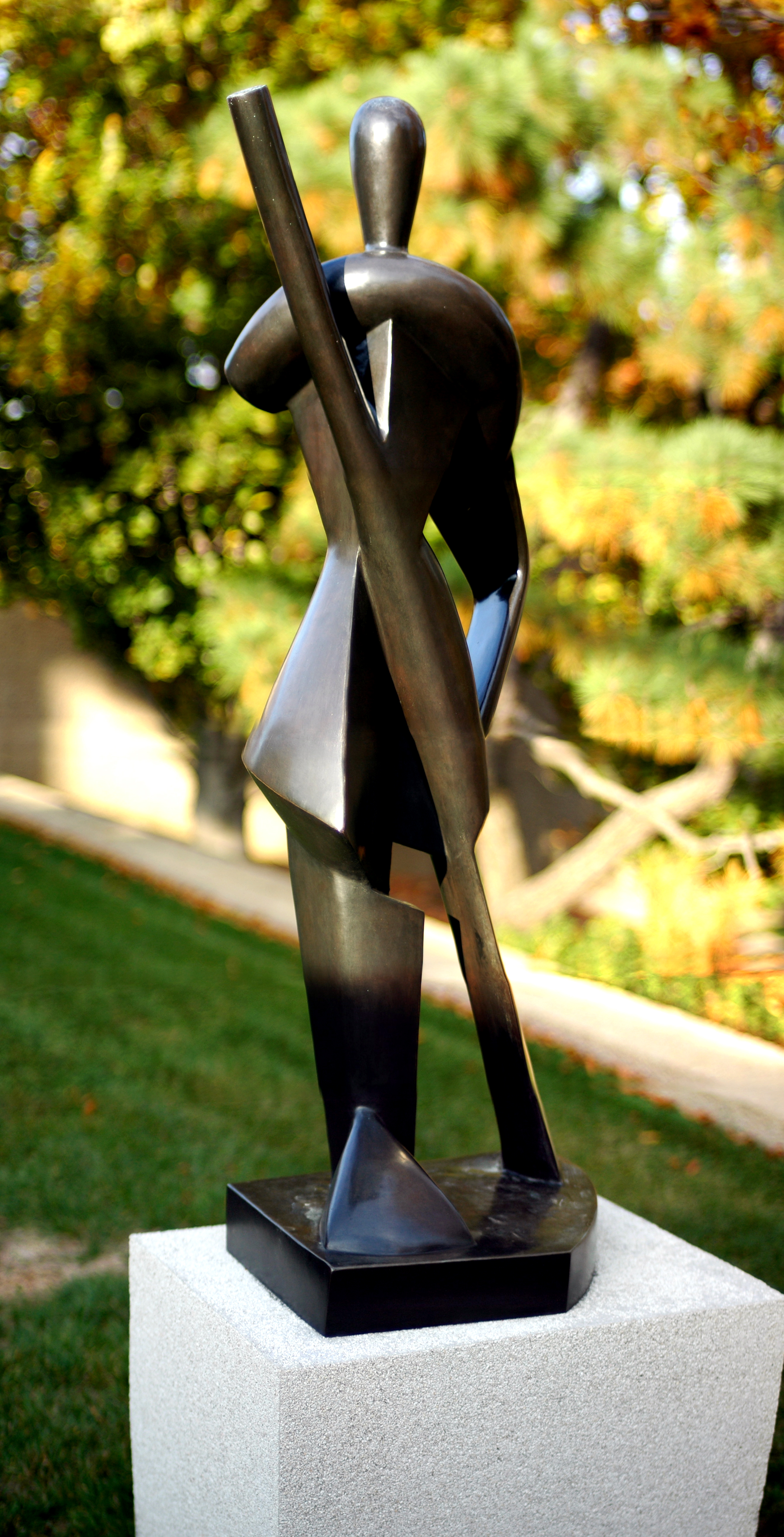
«Гондольер», Музей Метрополитен, Нью-Йорк

Отец, Порфирий Антонович Архипенко, служил механиком при Киевском университете. Проучившись два класса в реальном училище Валькера, Александр в 1902 году перешёл в Киевское художественное училище, из которого был отчислен в ноябре 1905 года за участие в ученической забастовке, вызванной началом революции 1905—1907 годов. В 1906 году вместе с Александром Богомазовым организовал первую выставку своих работ в Киеве. В том же году переехал в Москву, где продолжил образование в Московском училище живописи, ваяния и зодчества.
В 1908 году переехал в Париж. В 1908—1914 жил в интернациональной колонии художников «Улей» (фр. La Ruche), в 1910 выставлялся в Салоне Независимых вместе с А. Экстер, Малевичем, Пикассо, Браком, Дереном и др.
В 1921 открыл свою школу-студию в Берлине. Работы Архипенко близки к кубизму: то, с чем до него художники-кубисты экспериментировали в живописи, он перенёс в скульптуру. Активно использовал в скульптуре так называемое «негативное пространство».
В 1923 переехал в США, в 1929 получил американское гражданство. В 1934 оформил павильон Украины на выставке в Чикаго. В 1936 году участвовал в выставке «Кубизм и абстрактное искусство» в Нью-Йорке, а также в многочисленных выставках по всей Европе и США. В 1962 году он был избран членом Американской академии искусств и литературы. С 1937 преподавал в Новом Баухаусе. Похоронен на кладбище Вудлон.

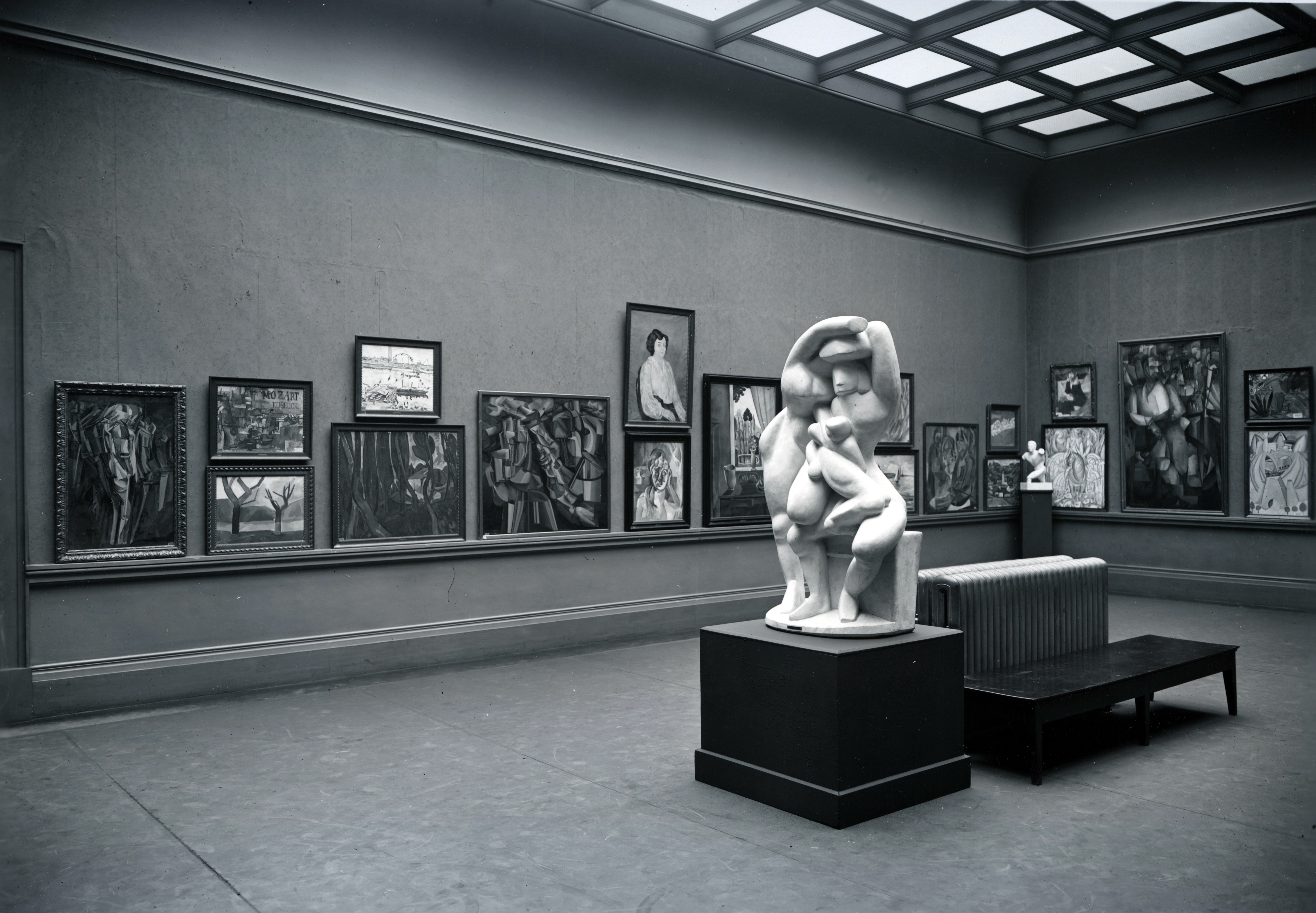
Скульптура Архипенко «Семейная жизнь» в «Кубистической комнате» на «Армори шоу» (Арсенальной выставке). 1913. Нью-Йорк

## Признание
Четыре скульптурные работы Архипенко, в том числе «Семейная жизнь» и пять его рисунков, были представлены на Арсенальной выставке в 1913 году в Нью-Йорке. В 1912 году Архипенко провел свою первую персональную выставку в Музее Карла Эрнста Остхауса в немецком Хагене. Сегодня произведения Архипенко представлены во многих крупных музеях Европы, США, Израиля. Двенадцать его рисунков находятся в Эрмитаже.

## Память
В 2016 году именем Архипенко была названа улица в Киеве.
В 2017 году Национальный банк Украины ввел в обращение памятную монету номиналом 2 гривны, посвященную художнику. На реверсе монеты изображен его портрет.